# 圣伊莎贝尔-杜伊瓦伊
圣伊莎贝尔-杜伊瓦伊是巴西巴拉那州的一个市镇。总面积355.65平方公里，总人口8678人，人口密度24.4人/平方公里。